# Sufi (canção)
"Sufi" foi a canção que representou a Turquia no Festival Eurovisão da Canção 1988 que teve lugar em Dublin, interpretada em turco pela banda MFÖ. Foi a quinta canção a ser interpretada em Dublin, depois da canção britânica Go, interpretada por Scott Fitzgerald e antes da canção espanhola "La chica que yo quiero (Made in Spain)", interpretada pela banda La Década Prodigiosa . No final, a canção turca terminou em 15.º lugar, recebendo 35 pontos.

## Autores
- Letrista: Mazhar Alanson
- Compositor: Mazhar Alanson, Fuat Güner, Özkan Uğur
- Orquestrador: Turhan Yükseler

## Letra
A canção é um elogio ao pensamento sufi, com a banda referindo diversas vantagens desse pensamento, destacando em especial a dança sufi.